# 21 (албум)
Вижте пояснителната страница за други значения на 21.
21 е вторият студиен албум на английската изпълнителка и автор на песни Адел. Издаден е в Европа на 24 януари 2011 г. от Екс Ел Рекордингс, а в Северна Америка на 22 февруари 2011 г. от Кълъмбия Рекърдс.
Албумът е кръстен на възрастта на певицата по време на неговото създаване. Подобно на дебютния й албум 19 от 2008 г., в 21 се усеща влиянието от епохата на Мотаун / соул музиката, но и елементи от американската кънтри и южняшката блус музика, с която Адел се запознава по-отблизо по време на северноамериканския етап от турнето си Вечер с Адел през 2008 – 2009 г. Създаден след раздялата на певицата с тогавашния ѝ партньор, албумът е израз на емоционалните ѝ търсения и себеанализ.
Албумът съдържа 11 песни. Част от тях Адел пише и продуцира сама, но си сътрудничи с различни автори на песни и продуценти, включително съпрезидентът на Кълъмбия Рекърдс Рик Рубин, Пол Епуърт, Райън Тедър, Джим Абис и Дан Уилсън.

## Прием и критика
Противно на скромните очаквания на независимия звукозаписен лейбъл на Адел Екс Ел Рекордингс, албумът е комерсиален успех. 21 оглавява класациите в 30 държави и се превръща в най-продавания албум на годината в света както за 2011, така и за 2012 г., допринасяйки за съживяването на изоставащите продажби на световната музикална индустрия. В Обединеното кралство той е най-продаваният албум на 21-ви век, четвъртият най-продаван албум за всички времена и най-продаваният албум на солов изпълнител на всички времена. Тези рекордни продажби са включени и в изданието на Книгата за рекордите на Гинес за 2012 г. В Съединените щати 21 е най-добре представящият се албум в класацията Billboard 200 за всички времена, задържайки челната позиция в продължение на 24 седмици, по-дълго от всеки друг албум от 1985 г. насам и най-дълго задържалият се албум на жена-солов изпълнител в историята на класацията „Билборд 200“.
С продажби от над 31 милиона копия по целия свят, 21 е най-продаваният албум на 21-ви век и един от най-продаваните албуми на всички времена.
21 е посрещнат добре и от критиката, получавайки похвали за продуцентската работа, винтидж естетиката и вокалното изпълнение на Адел. Албумът печели наградата Грами за албум на годината за 2012 г., Британската награда за албум на годината и наградата на Билборд. Нарежда се и сред 500-те най-велики албума за всички времена според списание Ролинг Стоун и е включен в книгата „1001 албума, които трябва да чуете, преди да умрете“.

## Списък с песните

### Оригинален траклист
1. Rolling in the Deep
2. Rumour Has It
3. Turning Tables
4. Don't You Remember
5. Set Fire to the Rain
6. He Won't Go
7. Take It All
8. I'll Be Waiting
9. One and Only
10. Lovesong
11. Someone Like You

### iTunes издание
1. I Found a Boy

### iTunes преиздание
1. Rolling in the Deep (на живо акустика)

### Британско, тайванско, полско и българско лимитирано издание
1. If It Hadn't Been for Love
2. Hiding My Heart

### Японско издание
1. I Found a Boy
2. Turning Tables (на живо акустика)
3. Don't You Remember (на живо акустика)
4. Someone Like You (на живо акустика)

### Делукс издание
1. Need You Now (на живо от CMT Artists of the Year Awards)
2. Someone Like You (на живо акустика)
3. Turning Tables (на живо акустика)
4. Don't You Remember (на живо акустика)